# Albert Batteux
Albert Batteux (Reims, Francia, 2 de julio de 1919-Meylan, Francia, 28 de febrero de 2003) fue un jugador y entrenador de fútbol francés. En su etapa como jugador profesional se desempeñaba como centrocampista ofensivo.
Como entrenador, dirigió a la selección francesa en la Copa del Mundo de 1958 (tercer lugar) y en la Eurocopa 1960 (cuarto lugar), ganó 8 títulos de liga de Francia (récord) y es considerado uno de los mejores entrenadores franceses del siglo XX.
En 2019, la revista francesa France Football publicó un ranking de los 50 mejores entrenadores de la historia del fútbol, ubicando a Batteux en el puesto 28.

## Fallecimiento
Murió de alzhéimer el 28 de febrero de 2003, a la edad de 83 años. Alrededor de cuatrocientas personas le rindieron un último homenaje en la iglesia de Notre-Dame de Plaine Fleurie en Meylan. Muchas estrellas del fútbol francés, tales como Aimé Jacquet y Michel Hidalgo, quienes llevaron su ataúd, el entonces seleccionador del equipo de Francia, Jacques Santini, Raymond Kopa, Just Fontaine, Robert Herbin y Bernard Lacombe, asistieron a su funeral.
Una tribuna del nuevo estadio Auguste Delaune lleva su nombre desde 2008.

## Selección nacional
Fue internacional con la selección de fútbol de Francia en 8 ocasiones y convirtió un gol.

## Equipos

### Como jugador
| Equipo         | País    | Año       |
| -------------- | ------- | --------- |
| Stade de Reims | Francia | 1937-1950 |

### Como entrenador
| Equipo                | País    | Año       |
| --------------------- | ------- | --------- |
| Stade de Reims        | Francia | 1950-1963 |
| Selección nacional    | Francia | 1955-1962 |
| Grenoble Foot 38      | Francia | 1963-1967 |
| AS Saint-Étienne      | Francia | 1967-1972 |
| Avignon Foot 84       | Francia | 1976-1977 |
| OGC Niza              | Francia | 1979      |
| Olympique de Marsella | Francia | 1980-1981 |

## Palmarés

### Como jugador

#### Campeonatos nacionales
| Título               | Equipo         | País    | Año  |
| -------------------- | -------------- | ------- | ---- |
| Division 1           | Stade de Reims | Francia | 1949 |
| Supercopa de Francia | Stade de Reims | Francia | 1949 |
| Copa de Francia      | Stade de Reims | Francia | 1950 |

### Como entrenador

#### Campeonatos nacionales
| Título                  | Equipo           | País    | Año  |
| ----------------------- | ---------------- | ------- | ---- |
| Division 1              | Stade de Reims   | Francia | 1953 |
| Copa Charles Drago      | Stade de Reims   | Francia | 1954 |
| Division 1              | Stade de Reims   | Francia | 1955 |
| Challenge des Champions | Stade de Reims   | Francia | 1955 |
| Division 1              | Stade de Reims   | Francia | 1958 |
| Copa de Francia         | Stade de Reims   | Francia | 1958 |
| Challenge des Champions | Stade de Reims   | Francia | 1958 |
| Division 1              | Stade de Reims   | Francia | 1960 |
| Challenge des Champions | Stade de Reims   | Francia | 1960 |
| Division 1              | Stade de Reims   | Francia | 1962 |
| Division 1              | AS Saint-Étienne | Francia | 1968 |
| Copa de Francia         | AS Saint-Étienne | Francia | 1968 |
| Challenge des Champions | AS Saint-Étienne | Francia | 1968 |
| Division 1              | AS Saint-Étienne | Francia | 1969 |
| Challenge des Champions | AS Saint-Étienne | Francia | 1969 |
| Division 1              | AS Saint-Étienne | Francia | 1970 |
| Copa de Francia         | AS Saint-Étienne | Francia | 1970 |

#### Copas internacionales
| Título      | Equipo         | Sede              | Año  |
| ----------- | -------------- | ----------------- | ---- |
| Copa Latina | Stade de Reims | Oeiras (Portugal) | 1953 |